# Hada sutrina
Hada sutrina là một loài bướm đêm trong họ Noctuidae.